# Stammbach Bahnhof
Stammbach Bahnhof war ein Gemeindeteil der Marktes Stammbach im Landkreis Hof (Oberfranken, Bayern). Heute zählt der Ort zum Gemeindeteil Stammbach.

## Geografie
Der Ort bildet mit Horlachen im Südwesten eine geschlossene Siedlung. Die Kreisstraße HO 21 führt nach Stammbach (1,2 km südwestlich) bzw. nach Solg (2 km nordöstlich). Eine Gemeindeverbindungsstraße führt nach Oelschnitz (1,4 km östlich).

## Geschichte
Um 1850 wurde auf dem Gemeindegebiet ein Bahnhof an der Bahnstrecke Bamberg–Hof errichtet. Ab den 1860er Jahren kamen Wohnhäuser hinzu. Nach 1970 wurde die Siedlung nicht mehr als Gemeindeteil geführt.

### Baudenkmäler
- Am Bahnhof 5: Bahnhof Stammbach[3]

### Einwohnerentwicklung
| Jahr      | 001861 | 001871 | 001885 | 001900 | 001925 | 001950 | 001961 | 001970 |
| Einwohner | 31     | 27     | 27     | 28     | 45     | 65     | 79     | 246    |
| Häuser    |        |        | 4      | 4      | 6      | 7      | 13     |        |
| Quelle    | [ 5 ]  | [ 6 ]  | [ 7 ]  | [ 8 ]  | [ 9 ]  | [ 10 ] | [ 11 ] | [ 12 ] |

## Religion
Stammbach Bahnhof ist evangelisch-lutherisch geprägt und bis heute nach St. Maria (Stammbach) gepfarrt.